# NGC 384
NGC 384 é uma galáxia elíptica (E3) localizada na direcção da constelação de Pisces. Possui uma declinação de +32° 17' 34" e uma ascensão recta de 1 horas, 07 minutos e 25,0 segundos.
A galáxia NGC 384 foi descoberta em 4 de Novembro de 1850 por William Parsons.